# Pteromalus damo
Pteromalus damo är en stekelart som beskrevs av Walker 1847. Pteromalus damo ingår i släktet Pteromalus och familjen puppglanssteklar. Inga underarter finns listade i Catalogue of Life.